# Historia de la Unión Soviética (1953-1985)
Historia de la Unión Soviética (1953-1985), este artículo trata sobre la historia de la URSS entre dos años que marcaron, cada uno por su parte, un hito trascendental: por un lado, la muerte del líder supremo Iósif Stalin en 1953, y la relativa liberalización o "deshielo" que tuvo como consecuencia, y por el otro, el ascenso del último dirigente soviético, Mijaíl Gorbachov. Comprende dos eras (la primera relativamente corta, y la otra más larga): los regímenes de Nikita Jrushchov (hasta 1964) y de Leonid Brézhnev 1964-1982. Asimismo incluye los dos breves gobiernos "gerontocráticos" de transición, los de Yuri Andrópov y Konstantín Chernenko. Como estos últimos en cierta forma heredaron la inercia del anterior período de estancamiento brezhneviano, en general los historiadores los suelen considerar como una continuación natural de aquel, y los tratan juntos como parte de un mismo bloque histórico.
La Guerra Fría (llamada eufemísticamente coexistencia pacífica por Nikita Jrushchov) continuaba su curso, mientras que tanto la Unión Soviética como los Estados Unidos intentaban indirectamente inmiscuirse en la esfera de influencia (o "patio trasero") del otro.

## La era de la desestalinización y los primeros años de Jrushchov
Después de la muerte de Iósif Stalin, el 5 de marzo de 1953, el fallecido dictador sería finalmente sucedido por el ascendente Nikita Jrushchov como secretario general del Comité Central del Partido Comunista de la Unión Soviética (PCUS). Por su parte, Gueorgui Malenkov sería designado como el nuevo premier soviético.
No obstante, durante el período inmediatamente posterior a Stalin, la figura central era la antigua cabeza del represivo aparato de seguridad, Lavrenti Beria. Beria, a pesar de su notorio prontuario criminal como mano derecha de Stalin dentro del terror estatal lanzado por éste, inició un proceso de relativa liberalización, incluyendo la liberación de algunos presos políticos.
No obstante, otros miembros del liderazgo colectivo o colegiado temían, menospreciaban y hasta odiaban a Beria por su rol durante el régimen estalinista y, con el apoyo de la oficiales superiores de las Fuerzas Armadas, lograron arrestarlo y fusilarlo sumariamente. En el período posterior a Beria, Nikita Jrushchov, rápidamente emergió como la figura clave y dominante. El nuevo liderazgo del régimen soviético declaró una amnistía parcial para algunos prisioneros políticos, anunció recortes de precios y relajó las restricciones sobre los pequeños lotes privados de los agricultores o granjeros. Su posterior política de desestalinización traería aparejado una notable reducción de los campos de trabajos forzados del Gulag, y del papel que estos desempeñaban en la economía. Durante el corto período de liderazgo colegiado o colectivo, Jruschov rápidamente fue elevando su posición.
Durante el cierre del XX Congreso del Partido Comunista soviético, el 25 de febrero de 1956 Nikita Jruschov pronunció un discurso secreto (porque solo estaba destinado inicialmente a su limitado auditorio) que terminó conmoviendo a sus oyentes, al denunciar el sumamente dictatorial estilo de gobierno de Iósif Stalin (el cual había sido por momentos tiránico), a su vez que criticó el culto de la personalidad de Stalin que, “como si hubiese sido un dios”, había tenido en vida el fallecido líder. Entre otras cosas, el nuevo líder agregó que “los ucranianos evitaron ese destino [refiriéndose a la deportación masiva] sólo porque eran demasiados [nada menos que unos 40 millones para ese entonces] y no había dónde mandarlos”. También atacó los crímenes cometidos por los socios políticos más cercanos del fallecido dictador. El impacto que tendrían sobre la política y el pueblo soviéticos semejantes comentarios por parte del nuevo dirigente fue bastante grande, y sería un hito muy importante en el paulatino proceso de desestalinización (a casi tres años de la muerte de Stalin). Por otro lado, el devastador discurso tendió a eliminar los restos de legitimidad que aún tenían sus rivales estalinistas, lo que a su vez -y como contrapartida- le permitió al propio Jrushchov consolidar su poder.
Después, Jrushchov suavizó las restricciones sobre los presos, tanto que la población estimada del los campos de trabajo forzado del sistema Gulag descendió desde unos 13 millones en 1953 (año de la muerte de Iósif Stalin) a “sólo” 5 millones en 1956-57 (período en el que el nuevo líder soviético logró consolidar su poder). De hecho, la mayoría de los prisioneros restantes eran delincuentes o criminales comunes.[cita requerida]
La era de Jrushchov se caracterizaría por una relajamiento de la censura, que llegaría a ser conocido como "deshielo" (о́ттепель, transliterado como óttepel u óttepel' ). Éste implicaría un complejo giro en la vida cultural y, en menor medida, política y económica dentro de la Unión Soviética. Esto incluyó una relativa apertura y contacto con el “mundo exterior” (es decir, los países extranjeros no comunistas), así como la inclusión de nuevas políticas socioeconómicas que intentaron poner énfasis o hacer hincapié en la muy postergada producción soviética de bienes de consumo, permitiendo cierto incremento en el nivel de vida y, por ende, contribuyendo al crecimiento económico en general. En ese nuevo ambiente, algunas críticas sutiles o tibias a la sociedad soviética (e indirectamente, al régimen político-económico) eran toleradas, y los artistas a partir de ese momento ya no siempre precisaban de la aprobación oficial explícita (aunque, caro está, en la URSS esta última seguía siendo muy deseable). Aun así los artistas, la mayoría de los cuales estaban orgullosos de su país y eran muy mayoritariamente socialistas (la mayoría era marxista en mayor o menor medida, e incluso los disidentes tendían a ser socialdemócratas), preferían no involucrarse o verse envueltos en eventuales problemas ideológicos con las autoridades.
La liberación de los otrora muy rígidos controles estalinistas tuvo, como no podía ser de otra manera, un enorme impacto en los relativamente recientes satélites soviéticos del Bloque del Este, muchos de los cuales se hallaban crecientemente resentidos de la excesiva influencia e intromisión soviética dentro de sus propios asuntos internos. 
En particular, durante el verano boreal de 1956 tendrían lugar disturbios en Polonia, los cuales dieron lugar a represalias por parte del régimen comunista. Pronto tendría lugar una convulsión política interna, que llevaría al ascenso al poder de Władysław Gomułka durante el mes de octubre. Este hecho casi desencadenó la invasión soviética de Polonia, cuando los líderes comunistas polacos lo eligieron sin haber consultado al Kremlin antes al respecto. Empero, al final Jrushchov decidió dar marcha atrás, debido a la popularidad de la que gozaba Gomułka dentro de su propio país. Polonia seguiría siendo un miembro del Pacto de Varsovia (firmado en la capital polaca el año anterior), y como contrapartida los soviéticos se "limitarían" a (intentar) intervenir poco en los asuntos internos de su vecino, por otro lado, el país más importante y populoso del Bloque oriental, después de la propia URSS.
En ese mismo orden de cosas, a fines de ese año de 1956 el intento de revolución en Hungría fue brutalmente aplastado por las tropas soviéticas. Entre 25.000 y 50.000 insurgentes húngaros, así como unos 7000 soldados soviéticos intervinieron. Miles resultaron heridos, y unos 250.000 refugiados lograron huir hacia Occidente a través de la frontera austríaca. El aplastamiento del levantamiento húngaro de 1956 significó un más o menos serio golpe para los comunistas dentro de los países occidentales. Muchos de ellos, que previamente habían apoyado las políticas soviéticas, ahora comenzarían a criticarlas (ya sea honestamente, o para intentar presentar sus supuestas credenciales “democráticas” en sus países de origen).
Al año siguiente Jrushchov pudo exitosamente contrarrestar un concertado intento estalinista de recapturar el poder, al vencer decisivamente al que sería denominado Grupo Anti-Partido. Este hecho también ilustraba sobre la nueva naturaleza de la política soviética: el más decisivo e incisivo ataque contra los estalinistas residuales provino del ministro de defensa, el mariscal y héroe de la Segunda Guerra Mundial Gueorgui Zhúkov (quien, por otra parte, había sufrido la creciente desconfianza de Stalin luego de la finalización del conflicto bélico). Empero, las nuevas autoridades soviéticas demostrarían ser bastante más civilizadas que Stalin: de hecho, ninguno de los miembros del grupo opositor fue ejecutado. En particular, Gueorgui Malenkov fue enviado como administrador de una planta de energía en la entonces república soviética RSS de Kazajistán, y otro de ellos, Viacheslav Mólotov, fue mandado como embajador a la prosoviética República Popular de Mongolia.
Nikita Jrushchov se convirtió oficialmente en premier recién el 27 de marzo de 1958, consolidando paulatinamente su poder, una tradición que sería heredada por sus sucesores. Este hecho marcaría la etapa final del liderazgo colectivo de transición que había seguido a la muerte de Iósif Stalin. Sin embargo, Jrushchov (así como ninguno de sus sucesores) alcanzaría el estatus de líder supremo con la suma del poder público, que había llegado a caracterizar a la dictadura de Stalin.
El período de diez años posterior a la muerte de Stalin vería una reafirmación del control político sobre los medios de coerción del régimen soviético, los que, por otro lado, ya no quedarían librados a la merced o discreción totalitaria de un solo hombre. Por el contrario, durante este período, en la por entonces renovada Unión Soviética, la policía secreta del KGB y las fuerzas armadas respondían claramente al liderazgo político-ideológico del PCUS.

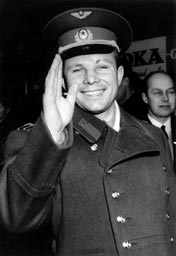
Yuri Gagarin, el primer hombre en el espacio, cuyo vuelo orbital, a bordo de la cápsula Vostok 1, tuvo lugar el 12 de abril de 1961.

Por otro lado, durante la segunda mitad de la década de 1950 y el primer lustro de la de 1960, el desarrollo de tecnología espacial y misilística convirtieron el país en una de las dos grandes potencias mundiales, junto a los Estados Unidos. De hecho, la Unión Soviética sorprendió al gobierno del general estadounidense Dwight D. Eisenhower, al ser el primer país en poner un satélite en órbita, el Spútnik I, lanzado el 4 de octubre de 1957. Asimismo fue la primera en colocar un hombre en órbita en el espacio, el cosmonauta Yuri Gagarin, el 12 de abril de 1961.
Jrushchov fue lo suficientemente hábil como para superar a sus rivales estalinistas (comenzando por Lavrenti Beria), pero sin embargo, era considerado por sus enemigos políticos (en especial por la entonces emergente nueva casta de tecnócratas profesionales), como un “campesino” aburrido, que solía interrumpir e insultar a sus rivales (como sucedió, ante la opinión pública neoyorquina e internacional, durante el histórico incidente del zapato) que protagonizase ante la Asamblea General de las Naciones Unidas, en octubre de 1960).

### Reformas y posterior caída de Jrushchov
Durante sus varios años al frente de la Unión Soviética, Jrushchov intentó realizar reformas en un diverso número de campos.
Los problemas de la agricultura soviética, una preocupación mayor del líder, que ya había atraído la atención del Politburó y del liderazgo colectivo, el cual ya había intentado introducir importantes innovaciones en esta importante área de la economía soviética.
El Estado alentó a los campesinos a que cultivasen más en sus pequeños lotes, así como incrementó los pagos a los granjeros que trabajaban dentro de las grandes granjas colectivas y, en general, invirtió más en el sector de la agricultura.
En su “campaña de las tierras vírgenes” de mediados de la década de 1950, Jrushchov ordenó abrir tierras para labranza en la entonces República Socialista Soviética de Kazajistán, así como en regiones limítrofes de la RSFS de Rusia. Como era de esperarse, estos nuevos campos cultivados muchas veces tenían una producción y rendimiento sub-óptimos, y hasta en algunos casos eran susceptibles a sequías, pero producirían excelentes cosechas durante algunos años, complementarias de las otorgadas por las tradicionales regiones agrícolas de la URSS, como las de las famosas “tierras negras” de Ucrania (llamadas чорнозем, chornozem en ucraniano y чернозём, chernoziom en ruso). No obstante, posteriores reformas agrícolas de Jrushchov, demostrarían ser contraproducentes. Por ejemplo, sus ambiciosos planes de cultivar maíz y de incrementar la producción de carne y de leche terminaron fracasando, y su reorganización de las granjas colectivas en unidades aún más grandes produjo confusión a lo largo y ancho del gigantesco país.
En una movida políticamente motivada, con el fin de debilitar un poco la agobiante burocracia estatal, en 1957 Jrushchov eliminó los ministerios industriales de Moscú y los reemplazó por consejos económicos regionales, denominados sovnarjozes.
Aunque el líder soviético concibió originalmente a esos consejos económicos con la idea de que efectivamente respondiesen a las necesidades locales, la descentralización industrial intentada terminó degenerando en una seria disrupción en ese sector, que llevó a mantener -si no incrementar- la inveterada ineficiencia soviética. Íntimamente conectada con esta idea de Jrushchov se encontraba su decisión de 1962 de reorganizar las distintas organizaciones del PCUS basándose en lineamientos económicos más que administrativos. La resultante bifurcación del aparato partidario en un sector industrial (urbano) y otro agrícola (rural), y la pretendida descentralización a nivel de provincia o región administrativa (область, óblast), resultó en un desbarajuste y visiblemente molestó a varios funcionarios partidarios de todos los niveles, la llamada nomenklatura.
Como un síntoma de las dificultades económicas a las que se estaba enfrentando la URSS, en 1963 fue cancelado, dos años antes de su finalización pautada, el plan económico septenal (1959-65), que se había establecido excepcionalmente en lugar de los tradicionales planes quinquenales soviéticos.
Respecto al en términos soviéticos siempre importante tema militar, Jrushchov persiguió una incesante política de desarrollar las fuerzas misilísticas de la URSS, como una manera indirecta de intentar achicar (por lo menos parcialmente) el gigantesco tamaño de las Fuerzas Armadas Soviéticas en general y del Ejército Soviético en particular. Así mediante el desarrollo de misiles nucleares de mediano y especialmente de largo alcance (MRBMs y ICBMs respectivamente, según sus siglas en inglés), se podría mantener un equilibrio estratégico de poder militar frente a los EE. UU., a la vez que se podría liberar a una mayor cantidad de hombres jóvenes para que realizasen tareas productivas que tendiesen a contribuir al desarrollo del sector civil de la economía, en particular en lo relacionado con la producción de bienes de consumo.

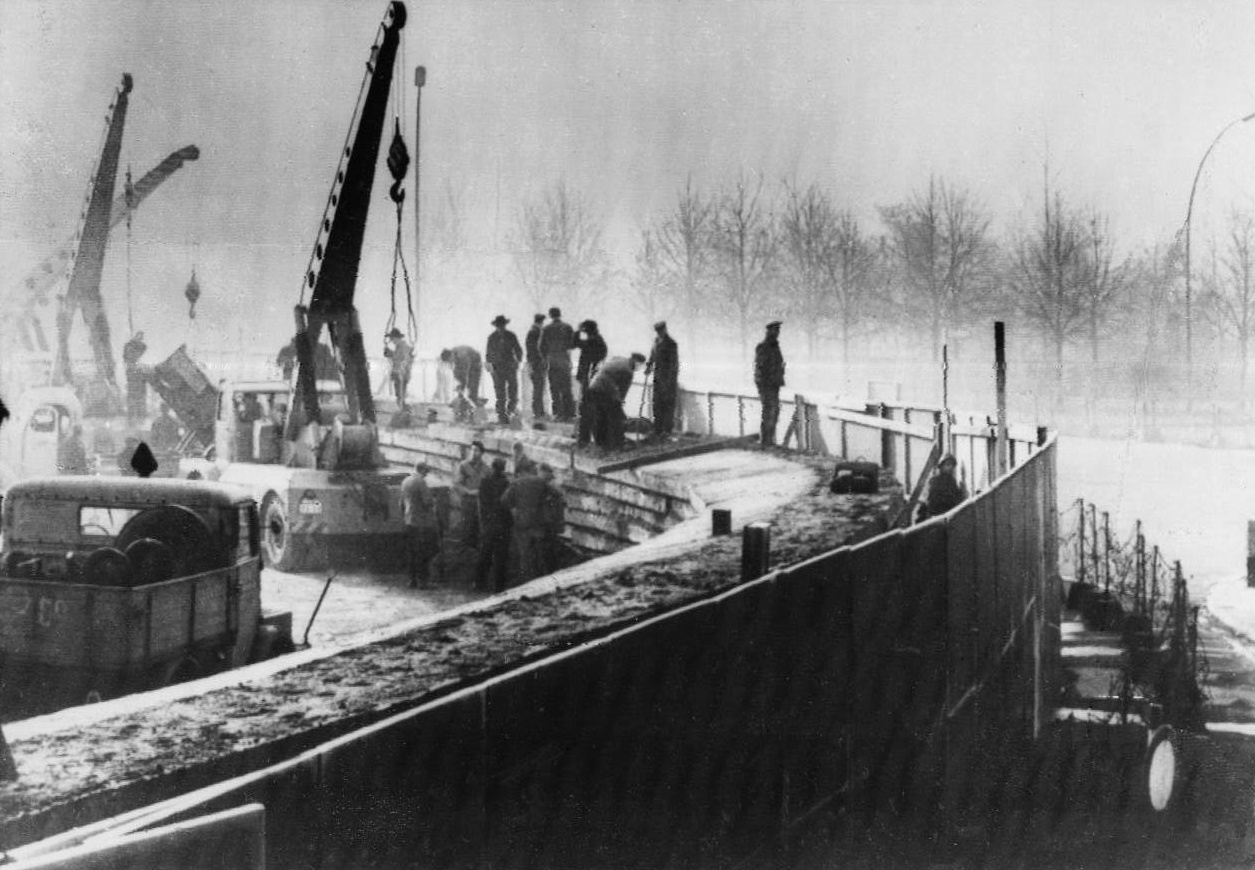
Trabajadores de la comunista Alemania Oriental (la RDA) construyendo el Muro (20 de noviembre de 1961).

Esta política demostró ser personalmente controvertida, al desplazar a figuras clave dentro del establishment militar soviético y culminaren en el fiasco (para los soviéticos) de la Crisis de los misiles cubanos (llamada Crisis del Caribe en la URSS y en la actual Rusia post-comunista).
Por otro lado, a pesar de haber comenzado una paulatina reducción del tamaño de las fuerzas armadas soviéticas desde 1956, el comienzo de la construcción del que sería el tristemente célebre muro de Berlín en agosto de 1961, a pedido del régimen comunista, germano-oriental, volvió a reavivar las tensiones políticas con Occidente.
Por otro lado, causaron alarma en los Estados Unidos los alardes o fanfarronadas de Jruchchov sobre la por entonces supuesta capacidad de producción de misiles soviéticos (como cuando dijo que “los misiles [nucleares] intercontinentales salían de las fábricas soviéticas como salchichas a través de una máquina de hacer embutidos”). Tanta fue la preocupación generada en el principal país occidental que terminó influyendo en las elecciones presidenciales estadounidenses de noviembre de 1960. En esa oportunidad, el demócrata John Fitzgerald Kennedy terminó aventajando a su contrincante republicano Richard Nixon en torno a la denominada "brecha de los misiles" (missile gap), la cual errónea y exageradamente creían que beneficiaba a la URSS por un amplio margen. (De hecho, la capacidad nuclear de los EE. UU. sobre la Unión Soviética a principios de la década de 1960 era de 8 a 1).

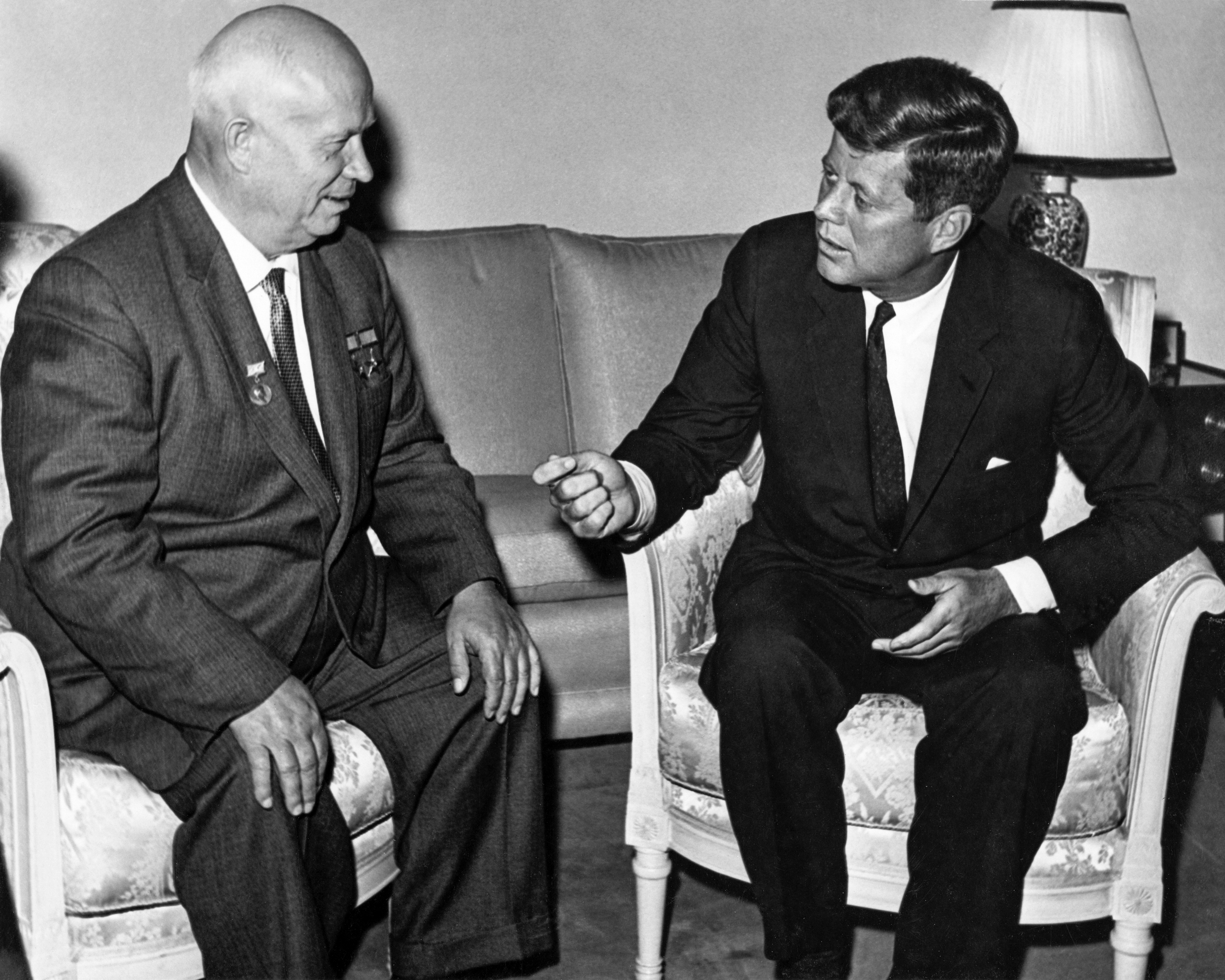
El líder Nikita Jrushchov junto al presidente estadounidense John Fitzgerald Kennedy en 1961.

Pero todos los (probablemente sinceros) intentos de Jrushchov de construir una fuerte relación personal con el nuevo presidente Kennedy terminaron fracasando, debido a que su típica combinación de bravuconadas y desafortunados errores de cálculo terminaron en el fiasco de su temerario “aventurerismo” militar cubano. No obstante, luego de la crisis berlinesa y cubana, las tensiones ideológico-militares entre ambas superpotencias fueron paulatinamente disminuyendo.
Para 1964 el prestigio de Jrushchov había sido dañado en varias áreas. Mientras que la producción industrial, el nivel de vida y los bienes de consumo aún estaban creciendo a un rápido ritmo, el sector agrícola se enfrentó a una mala cosecha en 1963.
En el frente externo, tres hechos trascendentes de la década de 1960, como el cisma chino-soviético, la construcción del Muro de Berlín (desde agosto de 1961) y, sobre todo, la crisis de los misiles cubanos (octubre de 1962), terminaron afectando seriamente el prestigio de Jrushchov dentro de su propio país, y fueron un sutil presagio o anticipo de su caída, la cual finalmente se produciría por medio de un derrocamiento interno el 14 de octubre de 1964. Los dos primeros hechos dieron por tierra con sus intentos de mejorar las relaciones de la URSS con Occidente, a partir de su concepción de “coexistencia pacífica”, con la cual, no obstante, no todos estaban de acuerdo dentro de la oficialidad superior de las Fuerzas Armadas. Asimismo, la ya mencionada reorganización partidaria de 1962 causó bastante agitación en la estructura de la cadena de mandos políticos del país.
Sin embargo, Jrushchov debe también ser recordado por su crítica pública a los muy graves excesos represivos del estalinismo, a su relativa liberalización cultural del país, y a la mayor flexibilidad que le intentó otorgar a la dirigencia soviética.
En octubre de ese año, mientras Jrushchov se encontraba de vacaciones en la península de Crimea (traspasada por él mismo de la RSFS de Rusia a la RSS de Ucrania) en 1956, el Presidium del Sóviet Supremo votó por expulsarlo de su cargo, y rehusó permitirle apelar su caso ante el Politburó del Comité Central del PCUS. Sus críticos sucesores lo denunciarían por sus "esquemas de mente de liebre, conclusiones a medio cocinar y decisiones apresuradas".
Jrushchov sería apartado de la vida pública, y finalmente murió en 1971, ante el menosprecio oficial. Al respecto, durante su entierro, su hijo Serguéi Jrushchov diría que “En los últimos días los diarios de todo el mundo, con raras excepciones, hablaron sobre esto”, en referencia a la muerte y el legado de su padre Nikita Jrushchov. Eso de “raras excepciones” era una crítica indirecta a la prensa oficial soviética, en particular al periódico Pravda (“Verdad”, órgano del PCUS) y, eventualmente al diario Izvestia (“Noticias”), los cuales solo se habían limitado a decir, dos días después de su fallecimiento que “había muerto el jubilado Jrushchov”.

## Estancamiento y la era de Brézhnev

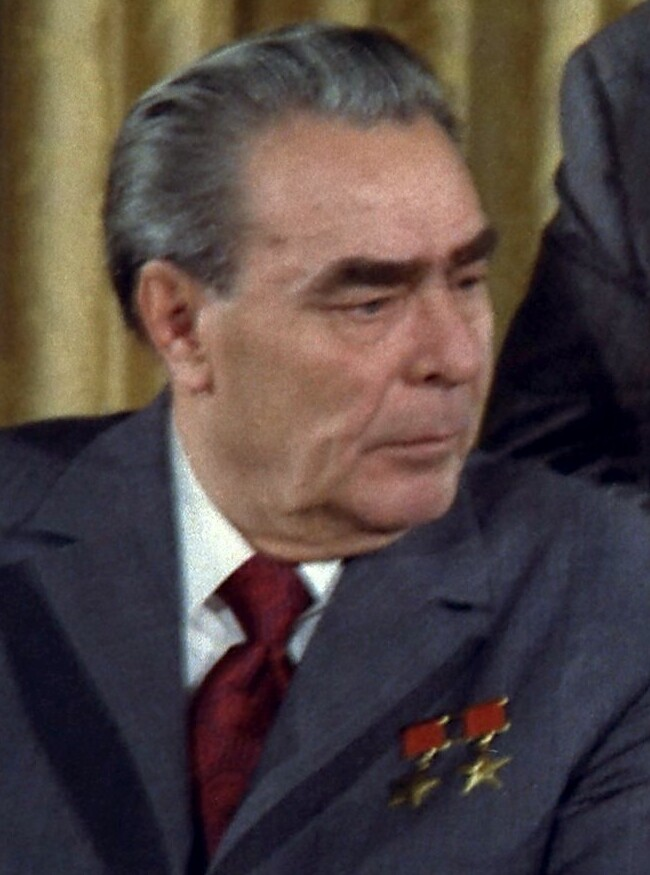
Leonid Brézhnev en 1973.

Después de 1964, el primer secretario del PCUS, Leonid Brézhnev y el premier Alekséi Kosyguin emergieron como las dos figuras dominantes dentro de los cuadros de dirigentes del Partido.
Ansiosos por evitar los previos fracasos de Nikita Jruschov (es decir, de no tropezar dos veces con la misma piedra), Brézhnev y Kosyguin, quienes representaban a una nueva generación de profesionales tecnócratas posteriores a la revolución bolchevique, y prefirieron conducir los asuntos partidarios y estatales, en particular en el frente interno pero en el externo, de una manera más discreta y cauta (y no hasta temeraria, como habían sido las demasiado ambiciosas reformas políticas económicas implementadas por Jrushchov, o la muy peligrosa confrontación “cuasi-nuclear” contra los Estados Unidos, durante la famosa crisis de los misiles cubanos de 1962- llamada “Crisis del Caribe” por los ex soviéticos y actuales rusos-)
Hacia mediados de la década de 1960, la Unión Soviética era una sociedad industrial compleja, distribuida a lo largo y ancho de un gigantesco espacio geográfico, y con una cada vez más intrincada división del trabajo. Sin embargo su producción de bienes y servicios dejaba mucho que desear, a costa de un mimado sector militar que, por otra parte, la llevaría a jactarse de tener una virtual paridad estratégica con los Estados Unidos. Asimismo, su participación en el comercio internacional seguía siendo ridículamente pequeña en comparación con sus rivales occidentales y con el por entonces ascendiente Japón de post-guerra.
No obstante, unos pocos años después, las reformas político-económicas se detuvieron en gran medida, degenerando en un largo o crónico estancamiento (застой, transliterado como zastoy), que es como hoy es conocido por los historiadores, tanto rusos como occidentales, dicho período de la historia soviética.
En lo que se refería a la economía, las grandes decisiones en ese sentido se tomaban a partir de los planes quinquenales de planificación centralizada, bosquejados y elaborados por el Gosplán (departamento estatal de planeamiento nacional)
La Unión Soviética seguía siendo en parte un país relativamente agrario, que aún no poseía las complejidades inherentes a un Estado altamente industrializado. Sus metas, en teoría dirigidas a incrementar la base industrial del país, consistieron en intentar realizar un “crecimiento extensivo” en grandes regiones geográficas, en parte mediante la movilización de recursos.
Con un alto costo humano, debido en parte al trabajo forzado de los presos del Gulag (sobre todo en la gigantesca y relativamente desolada Siberia), y con una relativa militarización de algunas fábricas, la Unión Soviética, acelera forzosamente la industrialización de su economía, forjando una sociedad industrial más rápidamente que prácticamente cualquier otro país. De hecho, durante los primeros años de la era Brézhnev, la economía soviética parecía aún tener capacidad ociosa para el crecimiento.
La URSS mejoraba su estándar de vida, al duplicar el salario urbano, y elevar el rural en un 75% aproximadamente, construyendo  millones de departamentos, y se comenzaron a fabricar más, aunque siempre en cantidades insuficientes, bienes de consumo y electrodomésticos. De hecho, el período de aproximadamente 30 años posterior a la muerte de Stalin fue el mejor de la historia soviética para los ciudadanos comunes, en términos de mejora relativamente continua del nivel de vida, así como de estabilidad y paz. El estilo tan dictatorial (por momentos tiránico) de los viejos tiempos de Iósif Stalin había quedado definitivamente en el pasado, habiendo sido reemplazado por un régimen que -si bien era autoritario- era notablemente más suave.

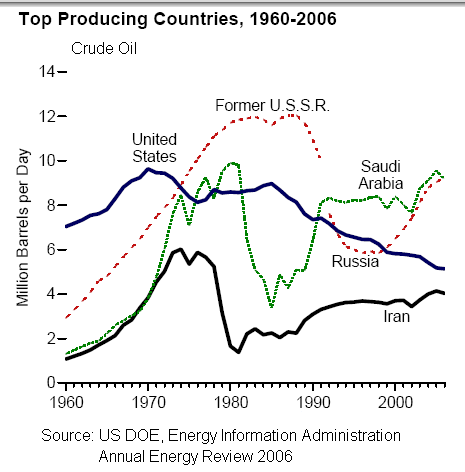
Gráfico que muestra a los mayores productores mundiales de petróleo en el período 1960-2006, incluyendo a la antigua Unión Soviética.

La producción industrial se incrementó en un 75%, y la Unión Soviética se convirtió en el mayor productor mundial de acero y petróleo (en este último rubro, superando a los Estados Unidos y a Arabia Saudita).
A pesar de los problemas emergentes (que ya se podían avizorar de antemano), la última parte de la década de 1970 y el comienzo de la de 1980 (para cuando Brézhnev murió) vieron un pico en las mejoras económicas y una relativa mejora en los salarios y de los niveles de vida de la población. En general, su era es usualmente recordada como estable y calma.
Durante la segunda mitad de la década de 1960 y la primera de la de 1970, el terror de Estado, las hambrunas (incluso deliberadas o provocadas), y la guerra eran memorias horribles que habían quedado definitivamente atrás, mientras que el “flujo de la marea de la historia” parecía, por lo menos por unos momentos, volcarse a favor de la Unión Soviética.
Los Estados Unidos por su parte, se habían comenzado a empantanar militarmente en la costosa (en vidas y dinero) guerra de Vietnam desde mediados del decenio de 1960, así como el embargo petrolero de la OPEP, en el primer lustro de la década siguiente, causaba serios trastornos en su economía (la mayor consumidora de petróleo del mundo). Además, el creciente gasto del gobierno federal de los EE. UU. era un problema rampante, que por otro lado contribuía a generar más inflación (solo el programa lunar programa Apolo había costado unos USD 25.000 millones.)
Mientras tanto, el régimen soviético fue capaz de hacer avanzar sus intereses y hacer pie o “mover sus peones” en diferentes partes del mundo, de mayor o menor importancia estratégica. Varios regímenes y movimientos prosoviéticos estaban proliferando, sobre todo en el Tercer Mundo: Por ejemplo, en 1975 Vietnam del Norte invadió y conquistó a su vecino del sur, derivando en un por entonces nuevo Estado comunista unificado, mientras que las guerrillas insurgentes marxistas proliferaban no solo en el sudeste asiático (como en la Camboya del brutal Khmer Rouge), sino en América Latina (fogoneadas” por el gobierno comunista cubano) y en el África (derivado de la descolonización, sobre todo portuguesa)

### Problemas implícitos de la planificación centralizada
Durante los últimos años de la era de Brézhnev, sin embargo, la economía de la Unión Soviética comenzó a estancarse, y la población en general comenzó a demandar una mayor cantidad de bienes de consumo.
En los años posteriores la Segunda Guerra Mundial, la economía soviética había ingresado a un nuevo período de crecimiento intensivo, basado ello en parte en incrementos de productividad, así como implicó un nuevo conjunto de desafíos, diferentes a la movilización del capital y del trabajo que había caracterizado a los grandes proyectos extensivos nacidos durante de la era de Iósif Stalin (entre ellos las granjas colectivas, koljoses y sovjoses).
A medida que la economía soviética se hacía más y más compleja, necesitaba una cada vez más difícil desagregación de los insumos de las fábricas y de las cifras de control (es decir, de los objetivos especificados o estipulados por los planes). Además, como se requería una cada vez mayor comunicación entre las empresas o conglomerados industriales (trusts) y los ministerios de planificación, a la vez que el número de unos y de otros seguía incrementándose, se volvía cada vez más difícil intentar sincronizarlos a todos juntos, lo que derivó en un indeseable fenómeno que contribuyó al estancamiento de la economía. De hecho, la economía soviética se estaba volviendo indefectiblemente lenta y “perezosa” para responder y adaptarse al cambio, adoptar tecnologías ahorradoras de costos de producción, y a la hora de proveer incentivos suficientes para generar mayor crecimiento e incrementar la productividad y la eficiencia.
A nivel empresarial, los usualmente obsecuentes y obsequiosos administradores estaban más preocupados con sus propias carreras burocrático-administrativas (y eventualmente políticas) que en intentar incrementar la productividad. Una de las causas de este problema era que ellos recibían salarios fijos y solo recibían incentivos si cumplían con los planes de producción (generalmente en cantidad pero no en calidad), basados en algunas bonificaciones, (demasiada) estabilidad o seguridad laboral y algunos otros beneficios adicionales, como clínicas especiales o dachas (casas de campo) privadas. Los administradores obtenían estos interesantes beneficios cuando sobrepasaban las metas estipuladas por sus respectivos planes, pero cuando las superaban excepcionalmente, lo más común era que solo vieran nuevas y aún mayores “cifras de control” establecidas o estipuladas para el siguiente plan.
De aquí que había incentivos para exceder las metas, pero no por mucho. Las empresas estatales a veces, subestimaban su propia capacidad de producción ante las autoridades, para así negociar o regatear ventajosas bonificaciones -derivadas de una potencial mayor producción- con los ministros de planificación. Naturalmente, hacían eso a sabiendas de que, en realidad, sus plantas tenían la capacidad ociosa suficiente como para fácilmente poder implementar una mayor fabricación de sus bienes respectivos. Otro problema adicional era que las cuotas de producción usualmente solo estipulaban la cantidad de bienes específicos a producir, otorgándole (muy) poca importancia al también crucial factor de la calidad. Así que, como reza el dicho “hecha la ley, hecha la trampa” varios directivos soviéticos a menudo se solían sentir demasiado tentados a satisfacer tan solo el aspecto cuantitativo', dejando muy rezagado al cualitativo. Por lo tanto, gran parte de la producción soviética era de (muy) mala calidad según los estándares internacionales. Además, esto derivaba en frecuentes problemas de maquinaria mal construida que se rompía o se descomponía, lo que tendía a causar problemas y cuellos de botella en diversos sectores de la economía soviética.
La planificación centralizada era asimismo intrínsecamente demasiado rígida. Los directivos de las plantas no podían desviarse de las metas trazadas por los planes (en particular, por el “omnipresente y todopoderoso” gosplán nacional), y solo se asignaban fondos teniendo en cuenta una cierta cantidad de capital y de insumos calculada centralmente, a los que los directivos o administradores de las distintas fábricas en cuestión tenían que indefectiblemente adecuarse. Además, como resultado de la rígida política económica, los directores de las plantas industriales no podían incrementar su productividad despidiendo a la mano de obra eminentemente redundante de sus fábricas, debido a los muy grandes controles laborales.
Además, a nivel empresarial, faltaban incentivos para la investigación en nuevas tecnologías que redundasen en menores costos de producción por unidad fabricada. Por otro lado, los planificadores solían beneficiar (inicialmente) a los consumidores con precios excesivamente bajos, a la vez que las fábricas no eran suficientemente premiadas por su incremento en la producción. En otras palabras, la innovación no era lo suficientemente estimulada, ya que la propia dinámica del sistema económico soviético tendía claramente a generar burócratas conservadores, en lugar de a emprendedores que asumiesen riesgos.
Los años de Nikita Jrushchov y de Leonid Brézhnev vieron ciertas concesiones a los consumidores: los salarios eran relativamente altos, mientras que los precios eran mantenidos artificialmente bajos, a través de los siempre presentes controles administrativos. Pero los sueldos aumentaron bastante más rápidamente que los precios (pero la productividad no crecía tanto), lo que terminó degenerando en un serio desequilibrio del lado de la oferta (la cual no podía hacer frente a la excesiva demanda). Como resultado de ello, la falta de productos se volvió bastante frecuente y las colas para conseguir los pocos disponibles se volvieron habituales (y hasta crónicas) en el paisaje urbano soviético (como solía ser confirmado por los pocos extranjeros occidentales que visitaban el país).
Por otro lado, la carrera armamentística contra los Estados Unidos era una carga cada vez mayor para la alicaída la economía soviética, la cual permanentemente drenaba valiosos recursos que de otro modo podrían haber sido aplicados al sector civil, en particular, al de bienes de consumo. Debido a que el rublo no era una moneda convertible y a que las estadísticas oficiales soviéticas no eran públicas (y estaban sutilmente falseadas), era muy difícil calcular el tamaño de la economía de la URSS. No obstante, hacia fines de los años la década de 1980 se calculaba que ésta era del 33 %-34 % del PBI de los Estados Unidos (a pesar de haber tenido unos 40 millones más de habitantes que este último país). De haber sido efectivamente así, eso significaba que los soviéticos debían gastar aproximadamente el triple del porcentaje de los EE. UU. para mantenerse militarmente a la par con la superpotencia occidental. De hecho, mientras que los gastos estadounidenses en defensa correspondían a aproximadamente un 5,7 % de su PBI, se especulaba que los de la URSS alcanzaban el 15 %-18 % del suyo propio.[cita requerida]

### Necesidad de lanzar o implementar reformas
Mientras que la atmósfera político-cultural se movía gradualmente hacia un mayor relajamiento, derivado de la desestalinización, un movimiento reformista aún fue capaz de sobrevivir al desalojo o desplazamiento del poder que sufrió Nikita Jrushchov el 14 de octubre de 1964 (derrocamiento interno que en parte -sólo en parte- fue neoestalinista)
Notablemente, las reformas “de mercado” intentadas en 1965 basadas en parte en las ideas del economista soviético Evséi Liberman, y que contaron con el fundamental apoyo del premier Alekséi Kosyguin fueron un intento por renovar el sistema económico, y de lidiar con los crecientes problemas que se estaban empezando a hacer evidentes a nivel empresarial. Las reformas de Kosyguin hicieron un llamado por otorgarles a las empresas industriales un mayor control sobre su propia producción y mayor flexibilidad sobre su política salarial, en desmedro de los “todopoderosos” planificadores centrales. Además, se buscó que las empresas generasen ganancias, permitiendo poner una proporción o un porcentaje de ellas en sus propios fondos.
Teniendo esto en mente, algunos especialistas soviéticos posteriores (y de la Rusia actual) arguyen que las reformas de Kosyguin de 1965 (y no las intentadas por Mijaíl Gorbachov durante desde mediados de la década de 1980), fueron en realidad la última oportunidad para evitarles, tanto a la dirigencia política del régimen como a la población soviética en general, de evitar las serias penurias económicas que se estaban gestando o incubándolas” desde mediados de la década de 1960, y que aparecerían claramente en la superficie hacia fines del decenio de 1970
No obstante, el estilo de la nueva dirigencia partidaria presentaba e introdujo algunos problemas adicionales, debido a sus propias políticas de reforma. La idea original de los nuevos líderes era buscar reconciliar los intereses divergentes de varios sectores diferentes del aparato estatal, partidario y de la burocracia económica. Como resultado de la creciente autonomía derivada de esa política, los ministerios de planificación y el establishment militar, los dos estamentos más afectados por las reformas de Kosyguin, fueron capaces de obstruir considerablemente los intentos de reforma.
Temiendo lo que veían como un peligroso abandono de las tradicionales políticas de planificación centralizada que garantizaban su poder, los poderosos y siempre vigentes ministros de planificación -cuyo número seguía proliferando- devolvieron el golpe, intentando proteger sus tradicionales privilegios dentro de la estructura de poder soviética. De hecho, estos seguían controlando el flujo de insumos de las fábricas, y eran quienes premiaban el exceso de producción, por lo que su influencia seguía siendo un elemento formidable dentro de la economía y la sociedad soviéticas. Para mantener su férreo dominio sobre la industria, los planificadores solían emitir instrucciones a veces excesivamente detalladas  que retardaban las necesarias reformas, por lo que solían limitar severamente -y hasta impedir- la necesaria libertad de acción mínima por parte de las fábricas estatales. Por otro lado, ya que esas reformas estaban dirigidas a incrementar la productividad sin necesariamente implicar un aumento de salarios, fue mínimo el apoyo que recibieron por parte de los trabajadores soviéticos.
Y aunque se intentaría incorporar algunas técnicas de gestión administrativa en las industrias soviéticas, el apoyo que éstas tuvieron fue tan solo tibio, dados los miedos que existían de que esas reformas terminasen fracasando debido a una eventual mala implementación. Kosyguin, mientras tanto, no tenía ni la fortaleza ni el apoyo suficiente como para contrarrestar la influencia de aquellos.
Finalmente en 1968 tuvo lugar la Primavera de Praga en la antigua Checoslovaquia, cuando el período de reformas liberalizadoras del dirigente Alexander Dubček, tendientes a buscar un “socialismo con rostro humano”, fueron abruptamente interrumpidas el 20 de agosto de ese año, cuando unos 200.000 soldados, con 5.000 tanques y carros de combate del Pacto de Varsovia invadieron el país. Este hecho terminaría dando forma a la denominada doctrina Brézhnev de “soberanía limitada” de los países detrás de la Cortina de Hierro, bajo la directa esfera de influencia soviética.
Para comienzos de la década de 1970 ya era evidente que la Unión Soviética se encontraba estancada y debilitada, en gran parte debido a la anquilosante burocracia económica y el creciente costo derivado de la carrera armamentística contra los Estados Unidos (se calcula que los gastos soviéticos en los distintos rubros correspondientes a la defensa alcanzarían aproximadamente un valor correspondiente a un sexto de su PBI]).
Para cuando ascendió a la cúpula soviética el notablemente joven Mijaíl Gorbachov, la economía estaba preocupantemente estancada, a la vez que las necesarias reformas políticas de fondo estaban notablemente postergadas.
En 1980, un nuevo movimiento reformista en la militantemente católica Polonia, denominado Solidarność (“Solidaridad”), fue temporalmente ilegalizado y suprimido, cuando el líder comunista, Wojciech Jaruzelski, declaró la ley marcial, temiendo que las continuas protestas que estaba dirigiendo el combativo sindicato pudiesen desencadenar una intervención militar soviética a la checoslovaca de 1968. No obstante, Solidarność logró sobrevivir clandestinamente durante ese año, y continuó socavando la influencia soviética dentro del país.

## Transición de liderazgo
Para 1982, año de la muerte de Leonid Brézhnev, el estado de estancamiento en el que se encontraba la economía soviética era evidente, y las malas cosechas soviéticas durante la década de 1970 hasta habían forzado la importación de granos desde su gran rival capitalista, los Estados Unidos, pero el anquilosado sistema productivo soviético aún no parecía estar listo para la implementación de cambios dramáticos, pretendidamente correctivos.
El período de transición que separó la era de Leonid Brézhnev de la de Mijaíl Gorbachov se parecería mucho más a la del primero (dada la inercia “inmovilista” de ella heredada). No obstante, ya desde 1983 se estaba evaluando la necesidad de intentar implementar reformas de fondo.

### El breveinterregnumde Andrópov
Pasaron dos días entre la muerte de Brézhnev y el anuncio de la elección interna de quien fuese el director del KGB, Yuri Andrópov, como su sucesor en el cargo de Secretario General del PCUS, dando la impresión de que habría sucedido algún tipo de puja de poder "palaciega" dentro del Kremlin.
Una vez asentado en el poder, Andrópov no perdió tiempo en la promoción y el ascenso de quienes lo apoyaban. En junio de 1983 asumió el puesto de presidente del Presidium del Sóviet Supremo de la Unión Soviética, por lo tanto convirtiéndose en el jefe de Estado ceremonial.
Le había llevado a Brézhnev 13 años en llegar a ese puesto. Durante su corto gobierno Andrópov no obstante reemplazó a aproximadamente un quinto de los ministros soviéticos y de los primeros secretarios locales del PCUS, así como un tercio de las cabezas de los diferentes departamentos dentro del aparato político del Comité Central del PCUS. Como resultado de esos movimientos, logró cambiar a los envejecidos líderes por administradores más jóvenes y dinámicos. Pero su habilidad para realizar cambios y reconfiguraciones en la cúpula del PCUS estaba limitada por su pobre estado de salud y por la influencia de su anciano rival, quien había previamente realizado tareas de supervisión dentro del Comité Central.
La política interna o doméstica de Yuri Andrópov se inclinó en gran medida en intentar mantener el orden y la disciplina dentro de la sociedad soviética. El anciano y conservador Andrópov, claramente intuyendo que el suyo era un gobierno de transición, evitó intentar implementar cualquier tipo de reformas económicas y políticas radicales o de fondo, intentando en cambio algunos pequeños experimentos económicos, similares aquellos que habían sido asociados a Alekséi Kosyguin a mediados de la década de 1960. En tándem con sus pequeñas reformas económicas, Andrópov lanzó una campaña anticorrupción, la cual incluso llegaría hasta las altas esferas de la dirigencia y de la nomenklatura del PCUS.
Andrópov trató de impulsar la disciplina laboral, en un momento en el que los problemas de ebriedad -incluso dentro de algunas fábricas- era un problema creciente, en parte motivado por el excesivamente bajo precio de la bebida nacional, el vodka.
Respecto de los asuntos externos Andrópov continuó con la inercia de las políticas de Brézhnev de distensión (détente) hacia los Estados Unidos (más allá del notable enfriamiento derivado de la Guerra de Afganistán desde diciembre de 1979). Pero el por entonces reciente ascenso del fogosamente antisoviético presidente estadounidense Ronald Reagan, en la Casa Blanca desde el 20 de enero de 1981, tendería a tensar aún más las relaciones bilaterales, dando lugar a lo que algunos historiadores actuales denominan "segunda Guerra Fría" (1979-85). En particular, el uso del apodo “imperio del mal” (evil empire) por parte de aquel para referirse explícitamente a la Unión Soviética, a partir de marzo de 1983, tendió a “recalentar” el enfrentamiento  ideológico entre ambas superpotencias militares antagónicas. Respecto a esa nueva definición norteamericana de la URSS, los portavoces soviéticos dirían extraoficialmente que Reagan era un “anticomunista peligroso y lunático”.
La salud de Andrópov comenzó a declinar rápidamente durante el tenso verano y el otoño boreales de 1983, y murió pocos meses después, en febrero de 1984, después de haber desaparecido de la vista pública durante varios meses. El más importante legado que le dejaría a la Unión Soviética, para bien o para mal, sería su descubrimiento y promoción de Mijaíl Gorbachov, por entonces un joven dirigente regional del PCUS que provenía de la sureña región de Krasnodar. A partir de 1978, cuando solo tenía 48 años de edad (todo un hecho en la política soviética), Gorbachov avanzó en solo dos años a través de la jerarquía dentro del Kremlin, llegando a obtener plena membrecía dentro del Politburó.
Entre las nuevas responsabilidades de Gorbachov, se incluía la designación de personal, lo que le permitió ir realizando contactos, así como distribuir los favores necesarios, para posicionarse mejor con vistas a apostar en un futuro relativamente cercano a ser Secretario General del PCUS (el máximo cargo político de la Unión Soviética). En ese momento, algunos “sovietólogos” expertos occidentales creían que Andrópov estaba preparando a Gorbachov para ser su sucesor. Aunque Gorbachov había actuado como vicesecretario general durante la enfermedad de Andrópov, todavía no había llegado su tiempo político para cuando el viejo líder (y mecenas del joven delfín) falleció finalmente en febrero de 1984.

### El breveinterregnumde Chernenko
Ya con una edad de 72 años, Konstantín Chernenko tenía una delicada salud y sería incapaz de desempeñar un rol activo en la alta política soviética para cuando resultó elegido, después de un largo debate, para suceder al fallecido Yuri Andrópov. 
A pesar de haber sido el de Chernenko un mero gobierno de transición, su paso trajo algunos cambios políticos significativos. Entre ellos, los cambios de personal y las investigaciones de hechos de corrupción, que se habían realizado bajo la tutela y el visto bueno de Andrópov, llegaron a su fin. Durante su corto mandato, Chernenko abogó por una mayor inversión en bienes de consumo y servicios, además de en agricultura (hechos que ya, como ya se comentó, había intentado realizar -con relativamente poco éxito- Nikita Jrushchov unos 20 años antes.
Llamó hizo un llamado a la reducción de la “micro administración” de la economía por parte del los organismos del PCUS, y que se les prestasen mayor atención a las necesidades expresadas por la pequeña, pero existente a fin de cuentas, opinión pública del país.
No obstante, la tradicional represión de los disidentes por parte del Organismo de Seguridad del Estado soviético, el KGB, se incrementó en cierta medida.
En el frente internacional, aunque Chernenko había hecho un llamamiento para una renovada distensión (en francés, détente) con Occidente, poco se hizo para disminuir las tensiones de la Guerra Fría durante su corto mandato, en parte debido a la cruzada anticomunista de Ronald Reagan y, en menor medida, de su principal aliada europea, la Gran Bretaña de la primera ministra Margaret Thatcher. Asimismo, con la excusa de la invasión estadounidense de la pequeña isla caribeña de Granada en 1983, la Unión Soviética, junto con sus satélites y aliados, boicotearon los Juegos Olímpicos de 1984, en los Ángeles California. En realidad, esto más esa actitud más bien parecía ser una un desquite por el propio boicot de las Olimpíadas de Moscú de 1980 por parte del gobierno de los Estados Unidos. También, hacia fines del verano boreal de 1984, la Unión Soviética logró evitar la visita del líder comunista germano-oriental Erich Honecker a su poderosa rival, Alemania Occidental. Esa visita, de haberse realizado, probablemente hubiese contribuido a normalizar las relaciones inter alemanas.
Por otro lado, la recia lucha continuaba agravada por la Guerra de Afganistán, pero hacia fines del otoño de 1984, tanto la Unión Soviética como los Estados Unidos acordaron con la continuación de las pláticas sobre control de armas estratégicas a principios de 1985.
El cada vez peor estado de salud de Chernenko, tan solo un año después de la muerte del anterior líder Yuri Andrópov, hizo del tema de la sucesión una cuestión aguda y delicada.
Chernenko le otorgó a Gorbachov altas posiciones dentro del PCUS, que le dieron a este último una significativa influencia dentro de la estructura del Politburó. Además, respecto de la lucha interna por la sucesión de aquel, Gorbachov logró granjearse la simpatía o obtener el vital apoyo de Andréi Gromyko, el virtualmente “perpetuo” ministro de Relaciones Exteriores de la Unión Soviética.
Cuando Chernenko falleció en marzo de 1985, Mijaíl Gorbachov se encontraba en una muy buena posición para sucederlo en el poder. Su relativa corta edad, solo 54 años, que hasta entonces había resultado ser una limitación ya no lo sería más. Ahora sí se realizarían las necesarias reformas políticas y económicas de fondo, pero éstas finalmente demostrarían ser una suerte de caja de Pandora.